# Willie Burton
Pour les articles homonymes, voir Willie Burton (homonymie) et Burton.
Willie Ricardo Burton (né le 26 mai 1968 à Detroit, Michigan) est un ancien joueur américain de basket-ball sélectionné par le Heat de Miami au 1er tour (9e rang) de la draft 1990 à sa sortie de l'université du Minnesota. Il joua au lycée à Detroit St. Martin DePorres où il remporta deux titres de champions de l'État consécutifs en 1985 et 1986.
Burton réalisa sa meilleure performance offensive avec 53 points lors d'un match pour les 76ers de Philadelphie contre son ancienne équipe du Heat le 13 décembre 1994. Il joua pour le Heat de Miami, les 76ers de Philadelphie, les Hawks d'Atlanta, les Spurs de San Antonio et les Hornets de La Nouvelle-Orléans de 1990 à 1999.